# Irene Guerrero
Irene Guerrero (født 12. december 1996) er en kvindelig spansk fodboldspiller, der spiller angreb for Atlético Madrid i Primera División og Spaniens kvindefodboldlandshold.
Hun fik sin officielle debut på det spanske landshold i 5. april 2019 mod Brasilien. Hun blev første gang udtaget til landstræner Jorge Vildas officielle trup mod EM i fodbold for kvinder 2022 i England. Her var hun at finde i startsopstillingen i åbningskampen mod Finland, hvor holdet vandt 4–1, samt en indskifning i 2-0-nederlagt til Tyskland, i kampens sidste minutter.
Hun skiftede i sommeren 2022 til den spanske storklub Atlético Madrid, efter to sæsoner hos Levante.